# منتخب سلوفاكيا لكرة القاعدة
منتخب سلوفاكيا لكرة القاعدة (بالسلوفاكية: Slovenské národné bejzbalové družstvo mužov)‏ هو ممثل سلوفاكيا الرسمي في المنافسات الدولية في كرة القاعدة
.